# 480 km Doningtona 1989
480 km Doningtona 1989 je bila šesta dirka Svetovnega prvenstva športnih dirkalnikov v sezoni 1989. Odvijala se je 3. septembra 1989.

## Rezultati
| Poz    | Razred | Št  | Moštvo                            | Dirkači                             | Šasija                             | Gume | Krogi |
| Poz    | Razred | Št  | Moštvo                            | Dirkači                             | Motor                              | Gume | Krogi |
| ------ | ------ | --- | --------------------------------- | ----------------------------------- | ---------------------------------- | ---- | ----- |
| 1      | C1     | 62  | Team Sauber Mercedes              | Jean-Louis Schlesser Jochen Mass    | Sauber C9                          | M    | 120   |
| 1      | C1     | 62  | Team Sauber Mercedes              | Jean-Louis Schlesser Jochen Mass    | Mercedes-Benz M119 5.0L V8         | M    | 120   |
| 2      | C1     | 61  | Team Sauber Mercedes              | Kenny Acheson Mauro Baldi           | Sauber C9                          | M    | 120   |
| 2      | C1     | 61  | Team Sauber Mercedes              | Kenny Acheson Mauro Baldi           | Mercedes-Benz M119 5.0L Turbo V8   | M    | 120   |
| 3      | C1     | 23  | Nissan Motorsports International  | Mark Blundell Julian Bailey         | Nissan R89C                        | D    | 120   |
| 3      | C1     | 23  | Nissan Motorsports International  | Mark Blundell Julian Bailey         | Nissan VRH35Z 3.5L Turbo V8        | D    | 120   |
| 4      | C1     | 7   | Blaupunkt Sachs Joest Racing      | Frank Jelinski Bob Wollek           | Porsche 962C                       | G    | 119   |
| 4      | C1     | 7   | Blaupunkt Sachs Joest Racing      | Frank Jelinski Bob Wollek           | Porsche Type-935 3.0L Turbo Flat-6 | G    | 119   |
| 5      | C1     | 5   | Hydro Aluminium Brun Motorsport   | Harald Huysman Oscar Larrauri       | Porsche 962C                       | Y    | 119   |
| 5      | C1     | 5   | Hydro Aluminium Brun Motorsport   | Harald Huysman Oscar Larrauri       | Porsche Type-935 3.0L Turbo Flat-6 | Y    | 119   |
| 6      | C1     | 19  | Aston Martin Ecurie Ecosse        | David Leslie Michael Roe            | Aston Martin AMR1                  | G    | 118   |
| 6      | C1     | 19  | Aston Martin Ecurie Ecosse        | David Leslie Michael Roe            | Aston Martin RDP87 6.0L V8         | G    | 118   |
| 7      | C1     | 18  | Aston Martin Ecurie Ecosse        | David Sears Brian Redman            | Aston Martin AMR1                  | G    | 118   |
| 7      | C1     | 18  | Aston Martin Ecurie Ecosse        | David Sears Brian Redman            | Aston Martin RDP87 6.0L V8         | G    | 118   |
| 8      | C1     | 8   | Blaupunkt Sachs Joest Racing      | Henri Pescarolo Jean-Louis Ricci    | Porsche 962C                       | G    | 117   |
| 8      | C1     | 8   | Blaupunkt Sachs Joest Racing      | Henri Pescarolo Jean-Louis Ricci    | Porsche Type-935 3.0L Turbo Flat-6 | G    | 117   |
| 9      | C1     | 13  | Courage Compétition               | Pascal Fabre Hervé Regout           | Cougar C22S                        | G    | 117   |
| 9      | C1     | 13  | Courage Compétition               | Pascal Fabre Hervé Regout           | Porsche Type-935 3.0L Turbo Flat-6 | G    | 117   |
| 10     | C1     | 37  | Toyota Team Tom's                 | Johnny Dumfries John Watson         | Toyota 89C-V                       | B    | 116   |
| 10     | C1     | 37  | Toyota Team Tom's                 | Johnny Dumfries John Watson         | Toyota R32V 3.2L Turbo V8          | B    | 116   |
| 11     | C1     | 14  | Richard Lloyd Racing              | Tiff Needell Derek Bell             | Porsche 962C GTi                   | G    | 115   |
| 11     | C1     | 14  | Richard Lloyd Racing              | Tiff Needell Derek Bell             | Porsche Type-935 3.0L Turbo Flat-6 | G    | 115   |
| 12     | C1     | 10  | Porsche Kremer Racing             | George Fouché Giovanni Lavaggi      | Porsche 962CK6                     | Y    | 114   |
| 12     | C1     | 10  | Porsche Kremer Racing             | George Fouché Giovanni Lavaggi      | Porsche Type-935 3.0L Turbo Flat-6 | Y    | 114   |
| 13     | C2     | 107 | Tiga Racing Team                  | Jari Nruminen Tony Trevor           | Tiga GC289                         | G    | 114   |
| 13     | C2     | 107 | Tiga Racing Team                  | Jari Nruminen Tony Trevor           | Ford Cosworth DFL 3.3L V8          | G    | 114   |
| 14     | C2     | 171 | Team Mako                         | James Shead Robbie Stirling         | Spice SE88C                        | G    | 114   |
| 14     | C2     | 171 | Team Mako                         | James Shead Robbie Stirling         | Ford Cosworth DFL 3.3L V8          | G    | 114   |
| 15     | C2     | 101 | Chamberlain Engineering           | Fermín Velez Nick Adams             | Spice SE89C                        | G    | 113   |
| 15     | C2     | 101 | Chamberlain Engineering           | Fermín Velez Nick Adams             | Ford Cosworth DFL 3.3L V8          | G    | 113   |
| 16     | C1     | 40  | Swiss Team Salamin                | Antoine Salamin Max Cohen-Olivar    | Porsche 962C                       | G    | 110   |
| 16     | C1     | 40  | Swiss Team Salamin                | Antoine Salamin Max Cohen-Olivar    | Porsche Type-935 3.0L Turbo Flat-6 | G    | 110   |
| 17 NC  | GTP    | 201 | Mazdaspeed                        | Pierre Dieudonné Dave Kennedy       | Mazda 767B                         | D    | 111   |
| 17 NC  | GTP    | 201 | Mazdaspeed                        | Pierre Dieudonné Dave Kennedy       | Mazda 13J 2.6L 4-Rotor             | D    | 111   |
| 18 NC  | C2     | 108 | Roy Baker Racing GP Motorsport    | Philippe de Henning Dudley Wood     | Spice SE87C                        | G    | 108   |
| 18 NC  | C2     | 108 | Roy Baker Racing GP Motorsport    | Philippe de Henning Dudley Wood     | Ford Cosworth DFL 3.3L V8          | G    | 108   |
| 19 DNF | C1     | 2   | Silk Cut Jaguar                   | Alain Ferté Andy Wallace            | Jaguar XJR-11                      | D    | 115   |
| 19 DNF | C1     | 2   | Silk Cut Jaguar                   | Alain Ferté Andy Wallace            | Jaguar JV6 3.5L Turbo V6           | D    | 115   |
| 20 DNF | C2     | 151 | Pierre-Alain Lombardi             | Pierre-Alain Lombardi Bruno Sotty   | Spice SE86C                        | G    | 107   |
| 20 DNF | C2     | 151 | Pierre-Alain Lombardi             | Pierre-Alain Lombardi Bruno Sotty   | Ford Cosworth DFL 3.3L V8          | G    | 107   |
| 21 DNF | C2     | 111 | PC Automotive                     | Richard Piper Olindo Iacobelli      | Spice SE88C                        | G    | 106   |
| 21 DNF | C2     | 111 | PC Automotive                     | Richard Piper Olindo Iacobelli      | Ford Cosworth DFL 3.3L V8          | G    | 106   |
| 22 DNF | C2     | 102 | Chamberlain Engineering           | Luigi Taverna John Williams         | Spice SE86C                        | G    | 101   |
| 22 DNF | C2     | 102 | Chamberlain Engineering           | Luigi Taverna John Williams         | Hart 418T 1.8L Turbo I4            | G    | 101   |
| 23 DNF | C1     | 26  | France Prototeam                  | Claude Ballot-Léna Bernard Thuner   | Spice SE88C                        | G    | 91    |
| 23 DNF | C1     | 26  | France Prototeam                  | Claude Ballot-Léna Bernard Thuner   | Ford Cosworth DFZ 3.5L V8          | G    | 91    |
| 24 DNF | C2     | 178 | Didier Bonnet                     | Joel Aulen Gérard Tremblay          | Tiga GC289                         | G    | 68    |
| 24 DNF | C2     | 178 | Didier Bonnet                     | Joel Aulen Gérard Tremblay          | Ford Cosworth DFL 3.3L V8          | G    | 68    |
| 25 DNF | C1     | 21  | Spice Engineering                 | Eliseo Salazar Tim Harvey           | Spice SE89C                        | G    | 66    |
| 25 DNF | C1     | 21  | Spice Engineering                 | Eliseo Salazar Tim Harvey           | Ford Cosworth DFZ 3.5L V8          | G    | 66    |
| 26 DNF | C1     | 6   | Repsol Brun Motorsport            | Walter Brun Jésus Pareja            | Porsche 962C                       | Y    | 49    |
| 26 DNF | C1     | 6   | Repsol Brun Motorsport            | Walter Brun Jésus Pareja            | Porsche Type-935 3.0L Turbo Flat-6 | Y    | 49    |
| 27 DNF | C1     | 1   | Silk Cut Jaguar                   | Jan Lammers Patrick Tambay          | Jaguar XJR-11                      | D    | 45    |
| 27 DNF | C1     | 1   | Silk Cut Jaguar                   | Jan Lammers Patrick Tambay          | Jaguar JV6 3.5L Turbo V6           | D    | 45    |
| 28 DNF | C1     | 22  | Spice Engineering                 | Wayne Taylor Thorkild Thyrring      | Spice SE89C                        | G    | 42    |
| 28 DNF | C1     | 22  | Spice Engineering                 | Wayne Taylor Thorkild Thyrring      | Ford Cosworth DFZ 3.5L V8          | G    | 42    |
| 29 DNF | C1     | 16  | Hydro Aluminium Brun Motorsport   | Stanley Dickens Uwe Schäfer         | Porsche 962C                       | Y    | 29    |
| 29 DNF | C1     | 16  | Hydro Aluminium Brun Motorsport   | Stanley Dickens Uwe Schäfer         | Porsche Type-935 3.0L Turbo Flat-6 | Y    | 29    |
| 30 DNF | C1     | 29  | Mussato Action Car                | Bruno Giacomelli Franco Scapini     | Lancia LC2                         | D    | 28    |
| 30 DNF | C1     | 29  | Mussato Action Car                | Bruno Giacomelli Franco Scapini     | Ferrari 308C 3.0L Turbo V8         | D    | 28    |
| 31 DNF | C2     | 177 | Automobiles Louis Descartes       | Marc Fontan Alain Serpaggi          | ALD C289                           | G    | 24    |
| 31 DNF | C2     | 177 | Automobiles Louis Descartes       | Marc Fontan Alain Serpaggi          | Ford Cosworth 3.3L V8              | G    | 24    |
| 32 DNF | C2     | 106 | Porto Kaleo Team                  | Ranieri Randaccio Pasquale Barberio | Tiga GC288/9                       | G    | 17    |
| 32 DNF | C2     | 106 | Porto Kaleo Team                  | Ranieri Randaccio Pasquale Barberio | Ford Cosworth 3.3L V8              | G    | 17    |
| 33 DNF | C2     | 105 | Porto Kaleo Team Roy Baker Racing | Stefano Sebastiani Mike Kimpton     | Tiga GC289                         | G    | 0     |
| 33 DNF | C2     | 105 | Porto Kaleo Team Roy Baker Racing | Stefano Sebastiani Mike Kimpton     | Ford Cosworth 3.3L V8              | G    | 0     |
| DNS    | C1     | 17  | Dauer Racing                      | Jochen Dauer Will Hoy               | Porsche 962C                       | G    | -     |
| DNS    | C1     | 17  | Dauer Racing                      | Jochen Dauer Will Hoy               | Porsche Type-935 3.0L Turbo Flat-6 | G    | -     |
| DNS    | C1     | 20  | Team Davey                        | Tim Lee-Davey                       | Porsche 962C                       | D    | -     |
| DNS    | C1     | 20  | Team Davey                        | Tim Lee-Davey                       | Porsche Type-935 3.0L Turbo Flat-6 | D    | -     |

## Statistika
- Najboljši štartni položaj - #61 Team Sauber Mercedes - 1:19.123
- Najhitrejši krog - #23 Nissan Motorsports International - 1:24.500
- Povprečna hitrost - 162.882 km/h